# Vera Bonilha
Vera Barros Bonilha (São Paulo, 03 de agosto de 1972) é atriz, locutora e dubladora. Bacharel em Cinema pela FAAP (Fundação Armando Álvares Penteado). Sua formação como atriz passa pelo CPT (Centro de Pesquisas Teatrais), Estúdio Fátima Toledo e Teatro Escola Célia Helena. Sua trajetória é majoritariamente marcada pelo Teatro, faz parte desde 2001 da Cia. Bendita Trupe, além de ter trabalhado com diretores como Antunes Filho, Naum Alves de Souza, Rubens Rusche, Jairo Mattos, Jurij Alschitz, entre outros.

## Família
Descendente de italianos por parte de pai e portugueses por parte de mãe, Vera nasceu em São Paulo em 1972. É sobrinha bisneta da pianista Guiomar Novaes.

## Carreira Teatral
Em 1993 foi assistente de Antunes Filho na peça Vereda da Salvação, mas é em 1996 que estreia profissionalmente como atriz com Baal, de Bertolt Brecht, tendo atuado até hoje em pelo menos 20 espetáculos.

## Experiência no cinema
Tem participações como atriz em longas-metragens, curtas-metragens e na TV. Em 1997 trabalhou como assistente da preparadora de atores Fátima Toledo no filme Central do Brasil, de Walter Salles.

## Experiência internacional
Em 2010, participou do processo pedagógico e da montagem de The Lady with Lapdog, de Tchékhov, sob direção do russo Jurij Alshitz, em San Vito al Tagliamento, Itália. Produziu em colaboração com o Sesc Consolação o Laboratório.Tchékhov, workshop de Jurij Alschtiz voltado para atores e pedagogos teatrais, em 2011.

## Performance
Performou durante todas as temporadas da exposição Ocupação Zuzu Angel no Itaú Cultural (SP) e no Paço Imperial (RJ). Em 2016 trabalhou na Exposição TERRA COMUNAL, de Marina Abramovic + MAI. Performou na Cúpula do Theatro Municipal, "Fortes e Vingativos Como o Jabuti", um happening em homenagem ao centenário da Semana de Arte Moderna de 1922.

## Artista de voz
Vera trabalha como locutora desde 2005, e desde 2016 também como dubladora,[carece de fontes?] tendo se formado pelo estúdio Dubrasil. Além da dublagem e da locução, Vera tem experiência em e-learning, audiolivro, audiodescrição, tutoriais e games. Foi voluntária por 8 anos da Fundação Dorina Nowill para Cegos fazendo leitura de audiolivros.
Como artista da voz, recebeu em 2021 e 2022  o Prêmio Sovas – Voice Arts and Science Awards na categoria Outstanding Narration - Corporate - Best Voiceover - Portuguese, para melhor locução institucional, com os trabalhos: Manifesto Hospital Vera Cruz e Eu Reciclo, respectivamente.

## Podcast
Em 2021 em meio à Pandemia de Covid-19 lançou seu Podcast Bem Adiante, uma reflexão sobre histórias reais e positivas com um pouco de filosofia e experiências próprias.

## Filmografia

### Televisão
| Ano  | Título                  | Personagem             | Emissora    | Nota                                |
| ---- | ----------------------- | ---------------------- | ----------- | ----------------------------------- |
| 1999 | Sandy e Junior          | Diretora de TV         | TV Globo    | Episódio: O Substituto              |
| 2003 | Retrato Falado          | Noiva                  | TV Globo    | Episódio: "Cenas de Um Casamento"   |
| 2007 | Maria Esperança         | Diretora Escola        | SBT         |                                     |
| 2016 | A Lei                   | Policial               | Canal Space |                                     |
| 2016 | Haja Coração            | Enfermeira Deise Gomes | TV Globo    |                                     |
| 2017 | Programa Rá-tim-bum     | Dolores                | TV Cultura  | Episódio: "O Tesouro de Balacobaco" |
| 2018 | The Love School         | Rosi                   | TV Record   |                                     |
| 2019 | Onde Está Meu Coração   | Rozi                   | TV Globo    |                                     |
| 2019 | As Aventuras de Poliana | Julia                  | SBT         | Capítulo 402                        |

### Cinema
| Ano  | Título                          | Diretor            | Personagem             | Nota                            |
| ---- | ------------------------------- | ------------------ | ---------------------- | ------------------------------- |
| 1996 | Central do Brasil               | Walter Salles      |                        | Assistente de direção de atores |
| 1999 | Tabaco                          | Henrique Rodrigues | Bete                   | Direção de atores               |
| 1999 | O Presente                      | Cauê Custódio      | Mulher                 | Curta-metragrem                 |
| 2001 | Memórias Póstumas de Brás Cubas | André Klotzel      | Mãe de Brás Cubas      | Dublagem                        |
| 2003 | Quanto Vale ou É Por Quilo      | Sérgio Bianchi     | Jornalista             |                                 |
| 2003 | Jogo Subterrâneo                | Roberto Gervitz    | Moça da estação        |                                 |
| 2007 | Garoto Cósmico                  | Alê Abreu          | Apresentadora Space TV | Crédito: Vera Vilela            |
| 2012 | Selvagem                        | Daniel Lopes       | Amiga                  | Curta-metragem                  |
| 2021 | Mãe                             | Gabriela Neves     | Mãe                    | Curta-metragem                  |

## Teatro
| Ano  | Título                                                         | Autor                                                                 | Personagem                                                                         | Nota                                                                   |
| ---- | -------------------------------------------------------------- | --------------------------------------------------------------------- | ---------------------------------------------------------------------------------- | ---------------------------------------------------------------------- |
| 1993 | Vereda da Salvação                                             | Jorge Andrade                                                         |                                                                                    | Assistente de direção                                                  |
| 1996 | Baal - O Mito da Carne                                         | Bertolt Brecht                                                        | Sofie                                                                              |                                                                        |
| 1997 | Engano                                                         | Ricardo Leitte                                                        | Sarah                                                                              |                                                                        |
| 1998 | O Açougue                                                      | Ricardo Leitte                                                        | Mulher 1                                                                           | Vencedor da Jornada Sesc de Teatro                                     |
| 1999 | Carniceria                                                     | Ricardo Leitte                                                        | Vários persongens                                                                  |                                                                        |
| 2001 | Sappho de Lesbos                                               | Ivam Cabral                                                           | Musa                                                                               |                                                                        |
| 2002 | Mano                                                           | Gilberto Dimenstein                                                   | Anna                                                                               |                                                                        |
| 2003 | Os Collegas                                                    | Bendita Trupe, processo colaborativo baseado em fontes documentais    | Thereza Collor, Zélia Cardoso de Mello, Adriane Galisteu, Suzana Marcolino, outras |                                                                        |
| 2006 | Miserê Bandalha                                                | Processo colaborativo com Cláudia Maria de Vasconcellos               | Zulah                                                                              |                                                                        |
| 2007 | Crepúsculo – Três Peças de Samuel Beckett                      | Samuel Beckett                                                        | Mãe                                                                                |                                                                        |
| 2007 | O Tesouro de Balacobaco                                        | Cláudia Maria de Vasconcellos                                         | Dolores                                                                            | Indicada ao Prêmio Coca-Cola Femsa de Teatro na categoria Melhor Atriz |
| 2009 | Espiral do Tempo                                               | Processo colaborativo com Cláudia Maria de Vasconcellos               | Vários personagens                                                                 |                                                                        |
| 2010 | The Lady with the Lapdog                                       | Anton Tchekhov                                                        | Lady                                                                               |                                                                        |
| 2011 | As Cegas                                                       | Cláudia Maria de Vasconcellos                                         | Média psiquiatra                                                                   |                                                                        |
| 2012 | Entradas e Saídas                                              | Vários autores                                                        | Palhaço                                                                            |                                                                        |
| 2013 | O Casamento                                                    | Nelson Rodrigues                                                      | Maria Inês, Eudoxa, Mulher leprosa                                                 |                                                                        |
| 2016 | O Nome Disso é Abuso                                           | Depoimentos reais                                                     | Cida e Erika                                                                       | Espetáculo de Verbatim                                                 |
| 2018 | Desigual                                                       | Cláudia Maria de Vasconcellos                                         | Vó e outros                                                                        |                                                                        |
| 2020 | Protocolo Volpone                                              | Ben Jonson                                                            | Colomba                                                                            |                                                                        |
| 2022 | Fortes e Vingativos como o Jaboti                              | Um painel lítero-musical-imagético em torno da Semana de 22           | Tarsila do Amaral e Heloísa de Lesbos                                              |                                                                        |
| 2022 | DESMASCARADOS, uma (Des)homenagem aos Reis da Vela do séc. XXI | Processo Colaborativo inspirado no "Rei da Vela" de Oswald de Andrade | Heloísa                                                                            |                                                                        |
| 2023 | Volpone                                                        | Ben Jonson                                                            | Colomba                                                                            |                                                                        |

## Performance
| Ano  | Título                                 | Local                                  |
| ---- | -------------------------------------- | -------------------------------------- |
| 2014 | Ocupação Zuzu Angel                    | Itaú Cultural (SP), Paço Imperial (RJ) |
| 2015 | Terra Comunal – Marina Abramovic + MAI | Sesc Pompéia (SP)                      |
| 2022 | Fortes e Vingativos como o Jabuti      | Theatro Municipal (SP)                 |

## Prêmios e indicações
| Ano  | Premiação                                    | Categoria                                                       | Trabalho                     | Resultado |
| ---- | -------------------------------------------- | --------------------------------------------------------------- | ---------------------------- | --------- |
| 2007 | Prêmio Coca-Cola Femsa                       | Melhor Atriz                                                    | O Tesouro de Balacobaco      | Indicada  |
| 2021 | Prêmio Sovas – Voice Arts and Science Awards | Outstanding Narration - Corporate - Best Voiceover - Portuguese | Manifesto Hospital Vera Cruz | Venceu    |
| 2022 | Prêmio Sovas - Voice Arts and Science Awards | Outstanding Narration - Corporate - Best Voiceover - Portuguese | Eu Reciclo                   | Venceu    |